# Fehér András (zeneszerző)
Fehér András (Budapest, 1947. február 6. – 2017. szeptember 10.) zeneszerző.

## Életpályája
Tanulmányait a Bartók Béla konzervatóriumban (Sugár Rezső) és a Zeneakadémián (karvezetés: Párkai István, zeneszerzés: Szervánszky Endre) 1965–1973 között végezte. 1971–2005 között a Magyar Állami Operaház tagja, mint asszisztens, karigazgató, játékmester és végül rendező. 2004–2011 között a Liszt Ferenc Zeneművészeti Egyetem ének-szakos növendékeinek tanára.

### Munkássága
Zeneszerzői munkásságát ezalatt is folyamatosan gyakorolta, számos kamaramű és vokális kompozíció született tollából, de igazán az operai munkája befejezése után kapott lendületet ebbéli tevékenysége, folytatva a korábban írt közel 50 opust. 2005-től 2009-ig született meg operájának végső formája, két kantáta, zenekari művek és kamara-kompozíciók, dalok és kórusok, végül a Requiem Insolitus c. oratórium. A hangsúly így a zeneszerzésre tevődött át, amellett tanári munkásságát is folytatta, növendékeivel éves rendszerességgel mutatott be teljes operákat, keresztmetszeteket, a közönséget interaktív módon bevonva a munkába („Miből lesz a cserebogár...?”-sorozat az Óbudai Társaskörben).

## Családja
Zenész családba született. Édesapja, Fehér Pál (1900–1959) európai hírű tenorista volt (Milánó, Zürich, Berlin). Édesanyja (1919–1984) zongoraművész volt.